# Aså (parochie)
Aså-Melholt is een parochie van de Deense Volkskerk in de Deense gemeente Brønderslev. De parochie maakt deel uit van het bisdom Aalborg en telt 2088 kerkleden op een bevolking van 1732 (2004). Historisch hoorde de parochie tot de herred Dronninglund. In 1970 werd de parochie deel van de nieuw gevormde gemeente Dronninglund, die in 2007 opging in de vergrote gemeente Brønderslev.
Aså kreeg in 1887 een eigen kerk. Tot dan was het deel van de parochie Dronninglund. Rond de kerk ontwikkelde zich een eigen parochie. Binnen die nieuwe parochie werd in 1911 nog een tweede kerk gebouwd, in Melholt waaruit zich ook een parochie ontwikkelde. 

Agersted · Aså · Brønderslev · Dorf · Dronninglund · Hallund · Hellevad · Hellum · Hjallerup · Jerslev · Melholt · Mylund · Ørum · Øster Brønderslev · Øster Hjermitslev · Serritslev · Stenum · Tise · Tolstrup · Voer